# Serravalle Sesia
Serravalle Sesia är en ort och kommun i provinsen Vercelli i regionen Piemonte, Italien. Kommunen hade 4 891 invånare (2018).